# Acacia peninsularis
Acacia peninsularis é uma espécie de leguminosa do gênero Acacia, pertencente à família Fabaceae.